# J.R. Vlaming
J.R. Vlaming (Schagen, 1883 – Utrecht, 1953), voluit Josephus Regnerus Vlaming, was een Nederlands architect en aannemer. Hij was voornamelijk actief in de Noord-Hollandse plaats Schagen. Aldaar heeft hij een wijk en meerdere individuele gebouwen ontworpen, waaronder een  bioscoop en een villa aan de Laan.

## Biografie
Vlaming stamt uit een familie waarin meer creatieve beroepen voorkomen. Zijn vader was eveneens architect en een aantal neven van hem waren vooral actief in Medemblik. Daarnaast omvat de familie Vlaming ook meerdere kunstenaars.
Vlaming richtte in 1919 samen met een aantal andere notabelen de Woningbouwvereeniging Schagen op. Op een weiland grenzend aan de Stationsweg en de Landbouwstraat laten zij in 1920 een nieuwe buurt met sociale huurwoningen bouwen. Het ontwerp is van de hand van Vlaming.

## Oeuvre

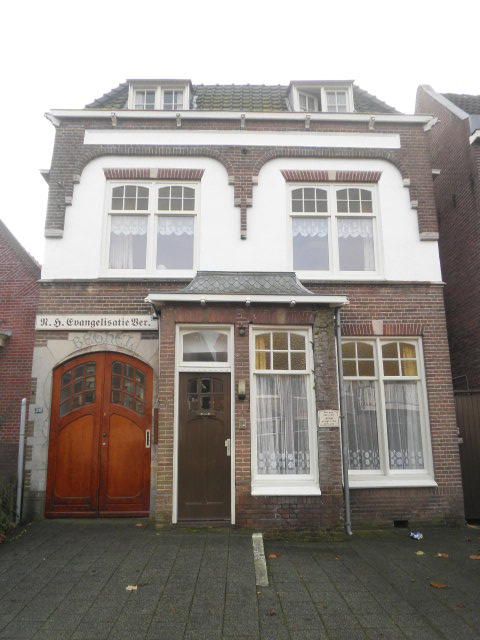
Voormalig Theater Royal aan de Landbouwstraat 18

Hieronder een (beknopt) overzicht van het oeuvre van Vlaming:
- 1907, villa Laan 23
- 1908, Gedempte Gracht 30
- 1913, Landbouwstraat 18, Theater Royal
- 1913, Landbouwstraat 10
- 1918, Grote Noord 37 (Hoorn), Royal Bioscoop (vanaf 1926 Victoria, 2003 gesloten)
- 1920, Magnusbuurt[3]
- 1921, Gedempte Gracht, Theater Royal
- 1925, Loet 53